# Liste der Kulturdenkmale in Querfurt
In der Liste der Kulturdenkmale in Querfurt sind alle  Kulturdenkmale der Gemeinde Querfurt und ihrer Ortsteile aufgelistet. Grundlage ist das Denkmalverzeichnis des Landes Sachsen-Anhalt, das auf Basis des Denkmalschutzgesetzes des Landes Sachsen-Anhalt vom 21. Oktober 1991 durch das Landesamt für Denkmalpflege und Archäologie Sachsen-Anhalt erstellt und seither laufend ergänzt wurde (Stand: 31. Dezember 2024).
Diese Liste ist eine Teilliste der Liste der Kulturdenkmale im Saalekreis.

## Kulturdenkmale nach Ortsteilen

### Querfurt
| Lage | Bezeichnung             | Beschreibung | Erfassungs- nummer | Ausweisungsart               | Bild |
| --- | ----------------------- | --- | ------------------ | ---------------------------- | --- |
| Koordinaten fehlen! Hilf mit. | Silhouette              | | 094 65555          | Baudenkmal                   | Silhouette |
| Vor der Nordostbastion der Burg (Karte) | Sühnekreuz              | | 094 65594          | Baudenkmal                   | Weitere Bilder |
| An der Geistpromenade, Platzanlage Ecke Lindenstraße (Karte) | Gedenkstein             | Für die Opfer des Luftangriffs am 11. April 1945                                                                          | 094 06113          | Baudenkmal                   | Gedenkstein |
| An der Geistpromenade Westseite, Apfelpromenade West- und Südseite, Apothekergasse, Bäckerstraße 2, bis 14, 16, 18, 20, 22, 24, 26, 28, 30,Bornstraße 1 bos 6, 8, Braunstraße 1, 3 bis 5, 7 bis 14, 16, 18, 20 bis 22, Burgstraße 1 bis 8, 10, 12, Döcklitzer Tor Südseite bis Einmündung Obhäuser Weg: 3, 6, 8, 10, 12, 16, 18, 20, 21, Freimarkt 1, 3, 4, 4a, 5 bis 33, 35 bis 50, 52 bis 54, 56 bis 60, 62, 64, 66, 68, 70, 72, Friedhofspromenade Südostseite, Friedhofstraße 2 bis 5, 5a, 7, 9 bis 15, Gartenstraße 1, 3, 5, Graben 2, 4, 6, 8, Grüne Straße 1 bis 12, 14, Hinterm Wehr 1 bis 15, 17, Karlstädter Straße, Kirchplan 1 bis 3, 3a, 4 bis 9, Klippe 2 bis 9 (Karte) | Altstadt                | | 094 16559          | Denkmalbereich               | [[Vorlage:Bilderwunsch/code!/C:51.376863,11.601697!/D:An der Geistpromenade Westseite, Apfelpromenade West- und Südseite, Apothekergasse, Bäckerstraße 2, bis 14, 16, 18, 20, 22, 24, 26, 28, 30,Bornstraße 1 bos 6, 8, Braunstraße 1, 3 bis 5, 7 bis 14, 16, 18, 20 bis 22, Burgstraße 1 bis 8, 10, 12, Döcklitzer Tor Südseite bis Einmündung Obhäuser Weg: 3, 6, 8, 10, 12, 16, 18, 20, 21, Freimarkt 1, 3, 4, 4a, 5 bis 33, 35 bis 50, 52 bis 54, 56 bis 60, 62, 64, 66, 68, 70, 72, Friedhofspromenade Südostseite, Friedhofstraße 2 bis 5, 5a, 7, 9 bis 15, Gartenstraße 1, 3, 5, Graben 2, 4, 6, 8, Grüne Straße 1 bis 12, 14, Hinterm Wehr 1 bis 15, 17, Karlstädter Straße, Kirchplan 1 bis 3, 3a, 4 bis 9, Klippe 2 bis 9,!/\|BW]] |
| An der Geistpromenade, Apfelpromenade, Burgring, Döcklitzer Tor, Freimarkt, Friedhofspromenade, Friedhofstraße, Gartenstraße, Hinterm Wehr, Klippe, Lederberg, Markt, Merseburger Straße, Nebraer Straße, Neue Straße, Roßplatz, Rudolf-Breitscheid-Straße, Sitzenstraße, Tränkstraße (Karte) | Stadtbefestigung        | | 094 65593          | Baudenkmal                   | Weitere Bilder |
| August-Bebel-Straße 1, südwestlich vor der Burg (Karte) | Schäferei               | Burgschäferei | 094 16589          | Baudenkmal                   | BW |
| August-Bebel-Straße 1 bis 26, Einmündung Burgring 27, 29, 31, 33, 35, 37, 39, 41, 43, 45, 47, 49, 51, 53, 55, 57, 59, 61, Braunsberg Ostseite 2, 2a, 4, 8, Brunnenstraße 1 bis 19, 21, 23, Burgring 18 Gerichtsplatz, Mönchstalgasse, Paul-Küster-Straße 1, 3, 6, 8, 10, 12 Thaldorfer Winkel, Wasserweg 1 bis 20, 22, 24 (Karte) | Stadtteil               | Thaldorf | 094 16560          | Denkmalbereich               | [[Vorlage:Bilderwunsch/code!/C:51.376201,11.58771!/D:August-Bebel-Straße 1 bis 26, Einmündung Burgring 27, 29, 31, 33, 35, 37, 39, 41, 43, 45, 47, 49, 51, 53, 55, 57, 59, 61, Braunsberg Ostseite 2, 2a, 4, 8, Brunnenstraße 1 bis 19, 21, 23, Burgring 18 Gerichtsplatz, Mönchstalgasse, Paul-Küster-Straße 1, 3, 6, 8, 10, 12 Thaldorfer Winkel, Wasserweg 1 bis 20, 22, 24,!/\|BW]] |
| Bäckerstraße 8 (Karte) | Wohnhaus                | | 094 16850          | Baudenkmal                   | Weitere Bilder |
| Brunnenherrenweg (Karte) | Denkmal                 | Braunsborn, Braunsbrunnen                                                                                                 | 094 05972          | Baudenkmal                   | Weitere Bilder |
| Burgring, westlich über der Stadt am Steilabfall der Querfurter Platte (Karte) | Burg Querfurt           | Burg | 094 06082          | Baudenkmal                   | Weitere Bilder |
| inmitten des Burghofes | Kirche                  | Kirche | 094 06082 001      | Teilobjekt eines Baudenkmals | |
| Burgring, Ecke Nebraer Straße, Grünanlage am ehemaligen Ständehaus (Karte) | Ehrenmal                | | 094 06115          | Baudenkmal                   | Ehrenmal |
| Burgring 2 (Karte) | Verwaltungsgebäude      | | 094 16588          | Baudenkmal                   | BW |
| Burgstraße, zwischen Burgstraße 10 und 12, Eigentümer Lasse (Karte) | Gartenhaus              | | 094 65644          | Baudenkmal                   | Weitere Bilder |
| Burgstraße 1, Eckhaus zum Kirchplan (Karte) | Wohnhaus                | | 094 16596          | Baudenkmal                   | Weitere Bilder |
| Burgstraße 3 (Karte) | Wohnhaus                | | 094 06007          | Baudenkmal                   | Weitere Bilder |
| Burgstraße 4 (Karte) | Wohnhaus                | | 094 66068          | Baudenkmal                   | Weitere Bilder |
| Burgstraße 6 (Karte) | Wohnhaus                | | 094 16598          | Baudenkmal                   | Weitere Bilder |
| Burgstraße 7 Vor dem Burgtor, auf der äußeren Burgmauer aufsitzend (Karte) | Wohnhaus                | | 094 16599          | Baudenkmal                   | Weitere Bilder |
| Burgstraße 8 (Karte) | Wohnhaus                | | 094 06008          | Baudenkmal                   | Weitere Bilder |
| Burgstraße 10 (Karte) | Wohnhaus                | | 094 06010          | Baudenkmal                   | Weitere Bilder |
| Burgstraße 12 Ecke Prof.-Voigt-Straße (Karte) | Gartenhaus              | | 094 16601          | Baudenkmal                   | [[Vorlage:Bilderwunsch/code!/C:51.377937,11.595736!/D:Burgstraße 12 Ecke Prof.-Voigt-Straße,!/\|BW]] |
| Döcklitzer Tor (Karte) | Fabrik                  | Roediger & Co, Vereinigte Zuckerfabrik Roediger & Co, Vereinigte Zuckerfabriken                                           | 094 65605          | Baudenkmal                   | BW |
| Döcklitzer Tor 5, Ecke, Platz (Karte) | Gasthof                 | „Hildebrandts Restaurant“, „Zum Stadttor“ (Wohlert)                                                                       | 094 16619          | Baudenkmal                   | BW |
| Döcklitzer Tor 14 (Karte) | Villa                   | | 094 16620          | Baudenkmal                   | BW |
| Döcklitzer Tor 19 (Karte) | Villa                   | | 094 16621          | Baudenkmal                   | BW |
| Döcklitzer Tor 23 (Karte) | Wohnhaus                | | 094 16622          | Baudenkmal                   | BW |
| Döcklitzer Tor 24 (Karte) | Wohnhaus                | | 094 16623          | Baudenkmal                   | BW |
| Döcklitzer Tor 26 (Karte) | Villa                   | | 094 65603          | Baudenkmal                   | BW |
| Döcklitzer Tor 31 (Karte) | Wohnhaus                | | 094 16625          | Baudenkmal                   | BW |
| Döcklitzer Tor 37 (Karte) | Villa                   | Brandensteinsche Villa | 094 65607          | Baudenkmal                   | BW |
| Döcklitzer Tor 41 | Silo                    | | 094 65608          | Baudenkmal                   | |
| Döcklitzer Tor 45 Gegenüber vom Bahnhof (Karte) | Hotel                   | | 094 65611          | Baudenkmal                   | [[Vorlage:Bilderwunsch/code!/C:51.386592,11.604274!/D:Döcklitzer Tor 45 Gegenüber vom Bahnhof,!/\|BW]] |
| Döcklitzer Tor 49 (Karte) | Bahnhof                 | | 094 16626          | Baudenkmal                   | Weitere Bilder |
| Freimarkt 4 (Karte) | Gasthof                 | Zur Sonne | 094 16835          | Baudenkmal                   | Weitere Bilder |
| Freimarkt 5 (Karte) | Wohnhaus                | | 094 16836          | Baudenkmal                   | BW |
| Freimarkt 9 (Karte) | Wohnhaus                | | 094 16837          | Baudenkmal                   | BW |
| Freimarkt 10, 12 (Karte) | Druckerei               | | 094 16838          | Baudenkmal                   | Weitere Bilder |
| Freimarkt 16 (Karte) | Wohn- und Geschäftshaus | | 094 16839          | Baudenkmal                   | Wohn- und Geschäftshaus |
| Freimarkt 17 (Karte) | Wohnhaus                | Justitiahaus | 094 06087          | Baudenkmal                   | Weitere Bilder |
| Freimarkt 24 (Karte) | Wohnhaus                | Storchenhaus | 094 06016          | Baudenkmal                   | Weitere Bilder |
| Freimarkt 27 Ecke (Karte) | Ackerbürgerhof          | | 094 16840          | Baudenkmal                   | Weitere Bilder |
| Freimarkt 32 (Karte) | Wohnhaus                | | 094 16841          | Baudenkmal                   | Weitere Bilder |
| Freimarkt 49 (Karte) | Keller                  | | 094 16842          | Baudenkmal                   | BW |
| Freimarkt 54 (Karte) | Postamt                 | | 094 16844          | Baudenkmal                   | Weitere Bilder |
| Friedhofstraße (Karte) | Friedhof                | friedhof | 094 65592          | Baudenkmal                   | Weitere Bilder |
| Friedhofstraße, auf dem Stadtfriedhof | Kirche                  | Kirche | 094 65592 001      | Teilobjekt eines Baudenkmals | |
| Gartenstraße 5 (Karte) | Gartenhaus              | | 094 65626          | Baudenkmal                   | BW |
| Graben 2 (Karte) | Wohn- und Geschäftshaus | | 094 16627          | Baudenkmal                   | Weitere Bilder |
| Graben 8 (Karte) | Wohn- und Geschäftshaus | | 094 16628          | Baudenkmal                   | Weitere Bilder |
| Grüne Straße 3 Straßenbiegung, außerhalb der inneren Stadtmauer (Karte) | Scharfrichterhof        | | 094 06086          | Baudenkmal                   | [[Vorlage:Bilderwunsch/code!/C:51.378323,11.600181!/D:Grüne Straße 3 Straßenbiegung, außerhalb der inneren Stadtmauer,!/\|BW]] |
| Hinterm Wehr 13 Ecklage (Karte) | Ackerbürgerhof          | | 094 65625          | Baudenkmal                   | [[Vorlage:Bilderwunsch/code!/C:51.378958,11.596211!/D:Hinterm Wehr 13 Ecklage,!/\|BW]] |
| Hinterm Wehr 15, 16, 17 (Karte) | Rittergut               | Selmenitzisches Gut, Rittergut Weidlich, Schloßmühle                                                                      | 094 16866          | Baudenkmal                   | Weitere Bilder |
| Holzendorfer Straße 12 (Karte) | Gasthof                 | Stadtschützenhaus, Schützenhaus Thaldorf, Alte Thalschenke, Haus der Jugend, Thaldorfer Kartoffel- und Schnitzelhaus      | 094 65604          | Baudenkmal                   | BW |
| Holzendorfer Straße Loderslebener Straße 1, 3, 3a, 3b, 5 Am Rand der Altstadt, Nordhang des Quernetals (Karte) | Bergbauanlage           | Kalkbergwerk „Eiskeller“                                                                                                  | 094 65584          | Baudenkmal                   | [[Vorlage:Bilderwunsch/code!/C:51.379706,11.590145!/D:Holzendorfer Straße Loderslebener Straße 1, 3, 3a, 3b, 5 Am Rand der Altstadt, Nordhang des Quernetals,!/\|BW]] |
| Johannes-Schlaf-Straße 1 (Karte) | Verwaltungsgebäude      | | 094 16848          | Baudenkmal                   | BW |
| Johannes-Schlaf-Straße 5 (Karte) | Wohnhaus                | | 094 65609          | Baudenkmal                   | BW |
| Johannes-Schlaf-Straße 6 (Karte) | Kirche                  | St. Salvator ehemals St. Bruno                                                                                            | 094 16849          | Baudenkmal                   | Kirche |
| Kirchplan (Karte) | Kirche                  | Sankt Lamberti | 094 05976          | Baudenkmal                   | Weitere Bilder |
| Kirchplan 1 (Karte) | Schule                  | Alte Stadtschule | 094 06011          | Baudenkmal                   | Weitere Bilder |
| Kirchplan 2 (Karte) | Pfarrhof                | Kobersches Rittergut | 094 06013          | Baudenkmal                   | Weitere Bilder |
| Kirchplan 3 (Karte) | Wohnhaus                | | 094 16878          | Baudenkmal                   | Weitere Bilder |
| Kirchplan 5 Ecklage (Karte) | Wohnhaus                | | 094 16880          | Baudenkmal                   | Weitere Bilder |
| Kirchplan 6 (Karte) | Wohnhaus                | | 094 16881          | Baudenkmal                   | Weitere Bilder |
| Kirchplan 7 (Karte) | Wohnhaus                | Schaeffer-Haus | 094 06014          | Baudenkmal                   | Weitere Bilder |
| Kirchplan 8 (Karte) | Wohnhaus                | | 094 16882          | Baudenkmal                   | Weitere Bilder |
| Klippe 3 Ecklage (Karte) | Wohnhaus                | | 094 16630          | Baudenkmal                   | Weitere Bilder |
| Klippe 5 (Karte) | Wohnhaus                | | 094 16631          | Baudenkmal                   | Weitere Bilder |
| Klippe 6 (Karte) | Wohnhaus                | | 094 16632          | Baudenkmal                   | Weitere Bilder |
| Klippe 7 (Karte) | Wohn- und Geschäftshaus | | 094 16633          | Baudenkmal                   | Weitere Bilder |
| Klippe 8 (Karte) | Wohnhaus                | | 094 16634          | Baudenkmal                   | Weitere Bilder |
| Klippe 9 (Karte) | Wohnhaus                | | 094 16635          | Baudenkmal                   | BW |
| Klippe 10 (Karte) | Kaufmannshof            | | 094 65627          | Baudenkmal                   | Weitere Bilder |
| Klippe 14, 16 (Karte) | Wohn- und Geschäftshaus | Goldener Anker | 094 16831          | Baudenkmal                   | Weitere Bilder |
| Klippe 18 (Karte) | Wohnhaus                | | 094 16832          | Baudenkmal                   | BW |
| Klippe 20 (Karte) | Wohnhaus                | | 094 16833          | Baudenkmal                   | Weitere Bilder |
| Klosterstraße 1 Ecklage zur Friedhofstraße (Karte) | Wohn- und Geschäftshaus | | 094 65600          | Baudenkmal                   | Weitere Bilder |
| Klosterstraße 2 (Karte) | Gasthof                 | | 094 16610          | Baudenkmal                   | Weitere Bilder |
| Klosterstraße 9 (Karte) | Wohn- und Geschäftshaus | | 094 16613          | Baudenkmal                   | Weitere Bilder |
| Klosterstraße 11 (Karte) | Wohnhaus                | | 094 16614          | Baudenkmal                   | Weitere Bilder |
| Klosterstraße 14 (Karte) | Wohn- und Geschäftshaus | | 094 77096          | Baudenkmal                   | BW |
| Klosterstraße 27 (Karte) | Wohn- und Geschäftshaus | | 094 16616          | Baudenkmal                   | Weitere Bilder |
| Lederberg 2, Ecklage (Karte) | Wohn- und Geschäftshaus | | 094 65598          | Baudenkmal                   | Weitere Bilder |
| Lederberg 3 (Karte) | Wohnhaus                | | 094 65599          | Baudenkmal                   | Weitere Bilder |
| Lederberg 6 (Karte) | Wohnhaus                | | 094 16869          | Baudenkmal                   | Weitere Bilder |
| Lederberg 12, 14 (Karte) | Wohnhaus                | | 094 16877          | Baudenkmal                   | Weitere Bilder |
| Lederberg 16 (Karte) | Wohnhaus                | | 094 05768          | Baudenkmal                   | Weitere Bilder |
| Lederberg 27 (Karte) | Wohn- und Geschäftshaus | | 094 16870          | Baudenkmal                   | Wohn- und Geschäftshaus |
| Lederberg 30 (Karte) | Wohnhaus                | | 094 16871          | Baudenkmal                   | Weitere Bilder |
| Lederberg 35 (Karte) | Wohnhaus                | | 094 16872          | Baudenkmal                   | BW |
| Lederberg 38 (Karte) | Wohnhaus                | | 094 16873          | Baudenkmal                   | BW |
| Lederberg 45 (Karte) | Wohnhaus                | | 094 16874          | Baudenkmal                   | BW |
| Markt 1 (Karte) | Rathaus                 | | 094 05975          | Baudenkmal                   | Weitere Bilder |
| Markt 2, Ecke Prof.-Voigt-Straße (Karte) | Wohnhaus                | | 094 65589          | Baudenkmal                   | BW |
| Markt 3 (Karte) | Wohnhaus                | | 094 05979          | Baudenkmal                   | BW |
| Markt 4 (Karte) | Wohnhaus                | | 094 16561          | Baudenkmal                   | Weitere Bilder |
| Markt 5 Ecke Burgstraße (Karte) | Wohn- und Geschäftshaus | | 094 05977          | Baudenkmal                   | Weitere Bilder |
| Markt 6 Ecke Burgstraße (Karte) | Wohnhaus                | | 094 05978          | Baudenkmal                   | Weitere Bilder |
| Markt 7 (Karte) | Wohn- und Geschäftshaus | | 094 16562          | Baudenkmal                   | Weitere Bilder |
| Markt 8 (Karte) | Wohn- und Geschäftshaus | | 094 16563          | Baudenkmal                   | Weitere Bilder |
| Markt 9 (Karte) | Gasthof                 | Zur guten Quelle | 094 16564          | Baudenkmal                   | Weitere Bilder |
| Markt 10 (Karte) | Wohn- und Geschäftshaus | | 094 65621          | Baudenkmal                   | Weitere Bilder |
| Markt 11 (Karte) | Gasthof                 | Zum Goldenen Ring | 094 16565          | Baudenkmal                   | Weitere Bilder |
| Markt 12 (Karte) | Wohnhaus                | | 094 16566          | Baudenkmal                   | Weitere Bilder |
| Markt 13 (Karte) | Wohn- und Geschäftshaus | | 094 16567          | Baudenkmal                   | Weitere Bilder |
| Markt 14 (Karte) | Wohn- und Geschäftshaus | Fuhrmanns Hof | 094 06083          | Baudenkmal                   | Weitere Bilder |
| Markt 15 (Karte) | Wohn- und Geschäftshaus | | 094 65585          | Baudenkmal                   | Weitere Bilder |
| Markt 16 (Karte) | Gasthof                 | Zur Goldenen Krone | 094 65586          | Baudenkmal                   | Weitere Bilder |
| Matzplatz 3, Westseite des Platzes begrenzend (Karte) | Wohnhaus                | | 094 65629          | Baudenkmal                   | Weitere Bilder |
| Matzplatz 4 (Karte) | Wohnhaus                | | 094 16607          | Baudenkmal                   | BW |
| Matzplatz 5, Ecklage (Karte) | Wohnhaus                | | 094 65630          | Baudenkmal                   | Weitere Bilder |
| Merseburger Straße 7 (Karte) | Wohn- und Geschäftshaus | | 094 16864          | Baudenkmal                   | Weitere Bilder |
| Merseburger Straße 8 (Karte) | Wohn- und Geschäftshaus | | 094 16852          | Baudenkmal                   | Weitere Bilder |
| Merseburger Straße 21 (Karte) | Wohnhaus                | | 094 16853          | Baudenkmal                   | Weitere Bilder |
| Merseburger Straße 36, Ecklage (Karte) | Ausspanne               | Weintraube | 094 16855          | Baudenkmal                   | Ausspanne |
| Merseburger Straße 49 (Karte) | Logenhaus               | | 094 16856          | Baudenkmal                   | Weitere Bilder |
| Merseburger Straße 51 (Karte) | Villa                   | | 094 16857          | Baudenkmal                   | Weitere Bilder |
| Merseburger Straße 56 Ecklage (Karte) | Kirche                  | Sankt Johannes & Heilig-Geist-Kirche & Geistkirche                                                                        | 094 06018          | Baudenkmal                   | Weitere Bilder |
| Merseburger Straße 58 (Karte) | Hospital                | Hospital St. Georg und St. Johannes & Geisthospital                                                                       | 094 16858          | Baudenkmal                   | Hospital |
| Merseburger Straße 63, Ecklage (Karte) | Villa                   | | 094 16860          | Baudenkmal                   | Villa |
| Merseburger Straße 72 (Karte) | Fabrik                  | Zuckerfabrik Alt Querfurt                                                                                                 | 094 65614          | Baudenkmal                   | BW |
| Merseburger Straße 83 (Karte) | Wohnhaus                | Herrenmühle | 094 65617          | Baudenkmal                   | BW |
| Merseburger Straße 93 und Flurstück 181/7, 181/8, 181/9, 181/10, 181/11 (Karte) | Lusthaus                | Wiesenhaus & Eselswiese                                                                                                   | 094 16862          | Baudenkmal                   | BW |
| Nebraer Straße 1 (Karte) | Gasthof                 | Zum goldenen Löwen | 094 16568          | Baudenkmal                   | Weitere Bilder |
| Nebraer Straße 2, unmittelbare Umgebung des Marktes (Karte) | Apotheke                | Engel-Apotheke, Burg-Apotheke                                                                                             | 094 65588          | Baudenkmal                   | Apotheke |
| Nebraer Straße 3 (Karte) | Wohn- und Geschäftshaus | | 094 16569          | Baudenkmal                   | Weitere Bilder |
| Nebraer Straße 4 (Karte) | Wohn- und Geschäftshaus | | 094 16570          | Baudenkmal                   | Wohn- und Geschäftshaus |
| Nebraer Straße 5 (Karte) | Wohn- und Geschäftshaus | | 094 16571          | Baudenkmal                   | Weitere Bilder |
| Nebraer Straße 6 (Karte) | Wohn- und Geschäftshaus | | 094 16572          | Baudenkmal                   | Wohn- und Geschäftshaus |
| Nebraer Straße 8 (Karte) | Wohnhaus                | | 094 16573          | Baudenkmal                   | Wohnhaus |
| Nebraer Straße 9 (Karte) | Wohnhaus                | | 094 16574          | Baudenkmal                   | Weitere Bilder |
| Nebraer Straße 10 (Karte) | Wohn- und Geschäftshaus | | 094 16575          | Baudenkmal                   | Wohn- und Geschäftshaus |
| Nebraer Straße 11 (Karte) | Wohnhaus                | Schomburgkhaus | 094 05983          | Baudenkmal                   | Weitere Bilder |
| Nebraer Straße 13 (Karte) | Wohn- und Geschäftshaus | | 094 16576          | Baudenkmal                   | Wohn- und Geschäftshaus |
| Nebraer Straße 14 (Karte) | Wohn- und Geschäftshaus | | 094 16577          | Baudenkmal                   | Wohn- und Geschäftshaus |
| Nebraer Straße 16 (Karte) | Wohnhaus                | | 094 16579          | Baudenkmal                   | Wohnhaus |
| Nebraer Straße 17 (Karte) | Wohnhaus                | | 094 16580          | Baudenkmal                   | Wohnhaus |
| Nebraer Straße 18 (Karte) | Wohn- und Geschäftshaus | | 094 65590          | Baudenkmal                   | Weitere Bilder |
| Nebraer Straße 21 (Karte) | Wohn- und Geschäftshaus | | 094 16582          | Baudenkmal                   | Wohn- und Geschäftshaus |
| Nebraer Straße 30, 32 (Karte) | Wohn- und Geschäftshaus | Nr. 30, 32: Café und Konditorei Bösel 1930er Jahre, evtl. bis zum II. Weltkrieg(?), Alt Querfurt, Griechisches Restaurant | 094 16583          | Baudenkmal                   | Wohn- und Geschäftshaus |
| Nebraer Straße 37, am südlichen Eingang der Nebraer Straße (Karte) | Wohn- und Geschäftshaus | | 094 16586          | Baudenkmal                   | BW |
| Nebraer Straße 38 (Karte) | Wohnhaus                | Johannes-Schlaf-Haus | 094 06002          | Baudenkmal                   | Wohnhaus |
| Neue Straße 3, Ecke zum Kirchplan (Karte) | Wohnhaus                | | 094 16883          | Baudenkmal                   | Wohnhaus |
| Obhäuser Weg, vor dem Hauptgebäude der Sonderschule (Karte) | Gedenkstein             | | 094 65622          | Baudenkmal                   | BW |
| Prof.-Voigt-Straße 1 (Karte) | Inschrifttafel          | | 094 16602          | Baudenkmal                   | Inschrifttafel |
| Prof.-Voigt-Straße 2 (Karte) | Wohn- und Geschäftshaus | | 094 16603          | Baudenkmal                   | Wohn- und Geschäftshaus |
| Prof.-Voigt-Straße 6 (Karte) | Wohnhaus                | | 094 16604          | Baudenkmal                   | Wohnhaus |
| Prof.-Voigt-Straße 8 (Karte) | Wohnhaus                | | 094 16605          | Baudenkmal                   | Wohnhaus |
| Prof.-Voigt-Straße 14 (Karte) | Wohnhaus                | | 094 16606          | Baudenkmal                   | Wohnhaus |
| Roßplatz 1 (Karte) | Gasthof                 | Zum schwarzen Bären, eines der platzbeherrschenden Gebäude am Roßplatz                                                    | 094 16617          | Baudenkmal                   | Gasthof |
| Roßplatz 4 (Karte) | Schule                  | Stadtschule, erbaut als Volksschule 1887/89, heute Grundschule Philipp Müller                                             | 094 16618          | Baudenkmal                   | Weitere Bilder |
| Sitzenstraße 17 (Karte) | Rittergut               | Rittergut Weidenthal, später von Kotze                                                                                    | 094 16867          | Baudenkmal                   | BW |
| Tränkstraße 1 Hinter dem Rathaus (Karte) | Gasthof                 | Gasthof Zum goldenen Stern                                                                                                | 094 06004          | Baudenkmal                   | Weitere Bilder |
| Tränkstraße 3 (Karte) | Wohn- und Geschäftshaus | | 094 16590          | Baudenkmal                   | BW |
| Tränkstraße 5 (Karte) | Wohn- und Geschäftshaus | | 094 16591          | Baudenkmal                   | Wohn- und Geschäftshaus |
| Tränkstraße 7 (Karte) | Wohnhaus                | | 094 06003          | Baudenkmal                   | Wohnhaus |
| Tränkstraße 9 (Karte) | Wohn- und Geschäftshaus | | 094 16592          | Baudenkmal                   | Wohn- und Geschäftshaus |
| Tränkstraße 11 (Karte) | Wohn- und Geschäftshaus | | 094 16593          | Baudenkmal                   | Weitere Bilder |
| Vor dem Nebraer Tor 1 (Karte) | Gerichtsgebäude         | Königliches Amtsgericht                                                                                                   | 094 16587          | Baudenkmal                   | BW |
| Waldweg 2 (Karte) | Kalkofen                | | 094 65602          | Baudenkmal                   | BW |

### Gatterstädt
| Lage                                                               | Bezeichnung    | Beschreibung              | Erfassungs- nummer | Ausweisungsart | Bild |
| ------------------------------------------------------------------ | -------------- | ------------------------- | ------------------ | -------------- | --- |
| Feldstraße Ecke Rädchenweg (Karte)                                 | Scheune        |                           | 094 20941          | Baudenkmal     | [[Vorlage:Bilderwunsch/code!/C:51.403885,11.542933!/D:Feldstraße Ecke Rädchenweg,!/\|BW]]                              |
| Friedhofsgasse (Karte)                                             | Kirche         | Klaus-Kirche, Sankt Petri | 094 20943          | Baudenkmal     | Weitere Bilder |
| Große Straße Einmündung Mühlenstraße, in einer Grünanlage (Karte)  | Wegweiser      |                           | 094 20964          | Baudenkmal     | [[Vorlage:Bilderwunsch/code!/C:51.40116,11.55283!/D:Große Straße Einmündung Mühlenstraße, in einer Grünanlage,!/\|BW]] |
| Große Straße 2 (Karte)                                             | Scheune        |                           | 094 20944          | Baudenkmal     | Scheune |
| Große Straße 5 (Karte)                                             | Bauernhaus     |                           | 094 20946          | Baudenkmal     | BW |
| Große Straße 10 (Karte)                                            | Bauernhaus     |                           | 094 20947          | Baudenkmal     | BW |
| Große Straße 12 (Karte)                                            | Bauernhof      |                           | 094 20948          | Baudenkmal     | BW |
| Große Straße 14, 28 (Karte)                                        | Rittergut      | Ruhmersches Gut           | 094 20949          | Baudenkmal     | Rittergut |
| Große Straße 2 bis 6, 8 bis 14, 25, 26, 28 bis 37 (Karte)          | Straßenzug     |                           | 094 20945          | Denkmalbereich | Straßenzug |
| Große Straße 32 (Karte)                                            | Bauernhof      |                           | 094 20951          | Baudenkmal     | BW |
| Hinter dem Park 1 (Karte)                                          | Gasthof        | Zum weißen Roß            | 094 20953          | Baudenkmal     | Gasthof |
| Kleine Straße (Karte)                                              | Kirche         | Sankt Georg               | 094 20961          | Baudenkmal     | Weitere Bilder |
| Kleine Straße Östlich der Kirche (Karte)                           | Kriegerdenkmal |                           | 094 20940          | Baudenkmal     | Kriegerdenkmal |
| Kleine Straße 2 Siedlerplatz 1–8 (Karte)                           | Rittergut      | Oberhof, Domäne           | 094 20960          | Baudenkmal     | [[Vorlage:Bilderwunsch/code!/C:51.402329,11.543492!/D:Kleine Straße 2 Siedlerplatz 1–8,!/\|BW]]                        |
| Kleine Straße 6 (Karte)                                            | Scheune        |                           | 094 20954          | Baudenkmal     | BW |
| Kleine Straße 10 (Karte)                                           | Bauernhaus     |                           | 094 20955          | Baudenkmal     | BW |
| Kleine Straße 24 (Karte)                                           | Bauernhof      |                           | 094 20956          | Baudenkmal     | BW |
| Kleine Straße 42 (Karte)                                           | Schule         |                           | 094 20957          | Baudenkmal     | BW |
| Kleine Straße 43 (Karte)                                           | Pfarrhof       |                           | 094 20959          | Baudenkmal     | Pfarrhof |
| Loderslebener Straße Einmündung der Straße Hinter dem Park (Karte) | Distanzstein   |                           | 094 20968          | Kleindenkmal   | Distanzstein |
| Loderslebener Straße 31 (Karte)                                    | Bauernhof      |                           | 094 20965          | Baudenkmal     | BW |
| Mühlenstraße 6 Östlich des Ortes (Karte)                           | Mühle          |                           | 094 20963          | Baudenkmal     | Weitere Bilder |
| Schenkenberg 3 (Karte)                                             | Schmiede       |                           | 094 20962          | Baudenkmal     | BW |

### Grockstädt
| Lage                                                   | Bezeichnung | Beschreibung                               | Erfassungs- nummer | Ausweisungsart | Bild           |
| ------------------------------------------------------ | ----------- | ------------------------------------------ | ------------------ | -------------- | -------------- |
| Ringstraße 1 (Karte)                                   | Bauernhof   |                                            | 094 21110          | Baudenkmal     | BW             |
| Ringstraße 2 (Karte)                                   | Bauernhof   |                                            | 094 21111          | Baudenkmal     | BW             |
| Ringstraße 6 Nordöstlich der Kirche in Ecklage (Karte) | Bauernhof   |                                            | 094 21112          | Baudenkmal     | Weitere Bilder |
| Straße der Freundschaft (Karte)                        | Kirche      | Zur Heiligen Dreieinigkeit/Sankt Michaelis | 094 05913          | Baudenkmal     | Weitere Bilder |

### Kleineichstädt
| Lage                                                                   | Bezeichnung    | Beschreibung | Erfassungs- nummer | Ausweisungsart | Bild                                                                                                 |
| ---------------------------------------------------------------------- | -------------- | ------------ | ------------------ | -------------- | --- |
| Südöstlich des Ortes an der Straße nach Grockstädt (zur B 250) (Karte) | Wegweiser      |              | 094 21122          | Kleindenkmal   | Wegweiser                                                                                            |
| Bergstraße 60 bis 65 (Karte)                                           | Häusergruppe   |              | 094 21119          | Denkmalbereich | Häusergruppe                                                                                         |
| Bergstraße 64 Am Ortseingang in Ecklage (Karte)                        | Scheune        |              | 094 21120          | Baudenkmal     | [[Vorlage:Bilderwunsch/code!/C:51.327037,11.5529!/D:Bergstraße 64 Am Ortseingang in Ecklage,!/\|BW]] |
| Straße des Friedens (Karte)                                            | Kirche         | St. Nikolaus | 094 05926          | Baudenkmal     | Weitere Bilder                                                                                       |
| Straße des Friedens Vor dem Kirchhof an der Straße (Karte)             | Kriegerdenkmal |              | 094 21117          | Baudenkmal     | Kriegerdenkmal                                                                                       |
| Straße des Friedens 18 Neben der Kirche (Karte)                        | Pfarrhof       |              | 094 21116          | Baudenkmal     | Pfarrhof                                                                                             |
| Straße des Friedens 20, 21, 22 Nahe der Kirche (Karte)                 | Gutshof        |              | 094 21115          | Baudenkmal     | Gutshof                                                                                              |

### Landgrafroda
| Lage                             | Bezeichnung | Beschreibung | Erfassungs- nummer | Ausweisungsart | Bild           |
| -------------------------------- | ----------- | ------------ | ------------------ | -------------- | -------------- |
| Hauptstraße 5 (Karte)            | Bauernhaus  |              | 094 20988          | Baudenkmal     | BW             |
| Hauptstraße 13 (Karte)           | Pfarrhof    |              | 094 20994          | Baudenkmal     | BW             |
| Hauptstraße 15 (Karte)           | Bauernhof   |              | 094 66060          | Baudenkmal     | BW             |
| Hauptstraße 21 (Karte)           | Bauernhaus  |              | 094 20987          | Baudenkmal     | BW             |
| Hauptstraße Mittelstraße (Karte) | Ortskern    |              | 094 20993          | Denkmalbereich | Ortskern       |
| Mittelstraße 1 (Karte)           | Schule      |              | 094 20989          | Baudenkmal     | BW             |
| Mittelstraße 2 (Karte)           | Kirche      | Sankt Petri  | 094 20990          | Baudenkmal     | Weitere Bilder |

### Leimbach
| Lage | Bezeichnung    | Beschreibung | Erfassungs- nummer | Ausweisungsart | Bild |
| --- | -------------- | ------------ | ------------------ | -------------- | --- |
| Südlicher Ortsrand (Karte)                                                                                               | Mühle          |              | 094 65693          | Baudenkmal     | Weitere Bilder |
| Dorfstraße (Karte) | Kirche         |              | 094 65715          | Baudenkmal     | Weitere Bilder |
| Dorfstraße Platzanlage an einer Straßengabelung nahe der Kirche (Karte)                                                  | Kriegerdenkmal |              | 094 66058          | Baudenkmal     | Kriegerdenkmal |
| Dorfstraße 3 (Karte) | Bauernhaus     |              | 094 65711          | Baudenkmal     | BW |
| Dorfstraße 1 bis 4, 4a, 5 bis 7, 7a, 8 bis 17, 17a, 18, 19, 21, 22 Wilhelm-Pieck-Straße 1 bis 10, 10a, 11 bis 19 (Karte) | Stadtgrundriss |              | 094 65717          | Denkmalbereich | [[Vorlage:Bilderwunsch/code!/C:51.360444,11.547466!/D:Dorfstraße 1 bis 4, 4a, 5 bis 7, 7a, 8 bis 17, 17a, 18, 19, 21, 22 Wilhelm-Pieck-Straße 1 bis 10, 10a, 11 bis 19,!/\|BW]] |
| Dorfstraße 20, 25, 30, 31, 32 und Kirche (Karte)                                                                         | Ortskern       |              | 094 66072          | Denkmalbereich | [[Vorlage:Bilderwunsch/code!/C:51.362321,11.550931!/D:Dorfstraße 20, 25, 30, 31, 32 und Kirche,!/\|BW]]                                                                         |
| Dorfstraße 24 (Karte) | Wohnhaus       |              | 094 65712          | Baudenkmal     | BW |
| Dorfstraße 25 (Karte) | Schule         |              | 094 65713          | Baudenkmal     | BW |
| Dorfstraße 30, 31, 32 (Karte)                                                                                            | Gutshof        |              | 094 65714          | Baudenkmal     | Gutshof |
| Loderslebener Straße 2 Nordwestlicher Ortsausgang (Karte)                                                                | Armenhaus      |              | 094 65719          | Baudenkmal     | [[Vorlage:Bilderwunsch/code!/C:51.361622,11.545119!/D:Loderslebener Straße 2 Nordwestlicher Ortsausgang,!/\|BW]]                                                                |

### Liederstädt
| Lage                                                                                   | Bezeichnung    | Beschreibung | Erfassungs- nummer | Ausweisungsart | Bild           |
| -------------------------------------------------------------------------------------- | -------------- | ------------ | ------------------ | -------------- | -------------- |
| Querfurter Straße (Karte)                                                              | Kirche         |              | 094 21001          | Baudenkmal     | Weitere Bilder |
| Querfurter Straße (Karte)                                                              | Kriegerdenkmal |              | 094 21002          | Baudenkmal     | Weitere Bilder |
| Querfurter Straße 5 (Karte)                                                            | Bauernhof      |              | 094 20998          | Baudenkmal     | Bauernhof      |
| Querfurter Straße 8 (Karte)                                                            | Pfarrhof       |              | 094 20999          | Baudenkmal     | Pfarrhof       |
| Querfurter Straße 1 bis 8, 23 bis 28 (Karte)                                           | Straßenzug     |              | 094 20997          | Denkmalbereich | Straßenzug     |
| Querfurter Straße 24 (Karte)                                                           | Bauernhof      |              | 094 21000          | Baudenkmal     | Bauernhof      |
| Straße des Fortschritts (Karte)                                                        | Brücke         |              | 094 21003          | Baudenkmal     | Weitere Bilder |
| Straße des Fortschritts Nördlicher Ortsausgang, gegenüber der ehemaligen Mühle (Karte) | Brücke         |              | 094 21004          | Baudenkmal     | Weitere Bilder |

### Lodersleben
| Lage | Bezeichnung                | Beschreibung | Erfassungs- nummer | Ausweisungsart               | Bild |
| --- | -------------------------- | --- | ------------------ | ---------------------------- | --- |
| Südlich vom Schloss hinter dem Quernebach (Karte)                                                                         | Park                       | Park Ende des 18. Jahrhunderts als Schlosspark angelegter, lang gestreckter Landschaftspark mit überwiegend historischem Wegesystem und Teich                                                                | 094 20980          | Baudenkmal                   | Weitere Bilder |
| Allstedter Straße Auf einer Grünanlage am südlichen Straßenrand nahe dem westlichen Ortsausgang Richtung Allstedt (Karte) | Kriegerdenkmal Lodersleben | Kriegerdenkmal Denkmal für die Gefallenen der Kriege von 1866 und 1870/71 in spätklassizistischer Gestalt auf einem Postament                                                                                | 094 20966          | Baudenkmal                   | Weitere Bilder |
| Allstedter Straße Auf einer Grünanlage am südlichen Straßenrand nahe dem Ortsausgang Richtung Allstedt (Karte)            | Wegweiser                  | | 094 20996          | Kleindenkmal                 | [[Vorlage:Bilderwunsch/code!/C:51.37904,11.5304!/D:Allstedter Straße Auf einer Grünanlage am südlichen Straßenrand nahe dem Ortsausgang Richtung Allstedt,!/\|BW]] |
| Allstedter Straße 26 (Karte)                                                                                              | Rittergut                  | Oberhof; im frühen 19. Jahrhundert gehören die „Marschallschen und Schuttesackschen Allodialrittergüter“ zum Unterhof, 1857 wird das „Marschallsche Allodialrittergut“ als „Oberhof“ bezeichnet              | 094 20967          | Baudenkmal                   | BW |
| Gatterstädter Straße (Karte)                                                                                              | Friedhof                   | 1874 angelegter kommunaler Friedhof mit Werkstein- und Backsteineinfriedung, schlichte Kapelle, mehrere Grabstellen mit wertvollen gusseisernen Einfriedungen                                                | 094 20969          | Baudenkmal                   | Weitere Bilder |
| Gatterstädter Straße 8 Fernverkehrsstraße aus Richtung Lodersleben, 100 m rechts der Fernverkehrsstraße (Karte)           | Mühle                      | Turmholländerwindmühle, 1859 in Quadermauerwerk errichtet, mit funktionsfähiger Mühlentechnik des frühen 20. Jahrhunderts                                                                                    | 094 20942          | Baudenkmal                   | Weitere Bilder |
| Kacheltor (Karte) | Rittergut                  | Unterhof; im frühen 19. Jahrhundert gehören die „Marschallschen und Schuttesackschen Allodialrittergüter“ zum „Unterhof“, 1857 wird nur noch das „Schuttesacksche Allodialrittergut“ als Unterhof bezeichnet | 094 20982          | Baudenkmal                   | BW |
| Kantorgasse 12 (Karte) | Kirche                     | Sankt Pankratius | 094 20979          | Baudenkmal                   | Weitere Bilder |
| Kantorgasse 12 Straße des Friedens 8, 10, 12, 14 bis 35, 37, 39, 43, 45, 47, 49 (Karte)                                   | Ortskern                   | | 094 20975          | Denkmalbereich               | Weitere Bilder |
| Leimbacher Straße 11 (Karte)                                                                                              | Gemeindehaus               | Stiftung der Familie von Kotze für das Gemeinwesen, Zeltmansarddach in Anlehnung an die barocke Herrenhausarchitektur des 18. Jahrhunderts, errichtet 1934                                                   | 094 20985          | Baudenkmal                   | Gemeindehaus |
| Parkstraße 10 (Karte) | Gutshof                    | | 094 66056          | Baudenkmal                   | BW |
| Straße des Friedens (Karte)                                                                                               | Brücke                     | Zweifeldrige Natursteingewölbebrücke über den Quernebach, 19. Jahrhundert | 094 20958          | Baudenkmal                   | Brücke |
| Straße des Friedens (Karte)                                                                                               | Brücke                     | Dreifeldrige Natursteinbrücke über den Quernebach, 19. Jahrhundert | 094 20978          | Baudenkmal                   | Brücke |
| Straße des Friedens Auf dem Platz zwischen Pfarrhof und Schloss (Karte)                                                   | Kriegerdenkmal             | Denkmal für Kaiser Wilhelm I. und gleichzeitig Denkmal für die Gefallenen von 1866 und 1870/71 | 094 20981          | Baudenkmal                   | Weitere Bilder |
| Straße des Friedens 19 (Karte)                                                                                            | Bauernhaus                 | Traufständiger Putzbau mit seitlicher, rundbogiger Tordurchfahrt, darüber Inschrifttafel von 1738 | 094 20976          | Baudenkmal                   | Weitere Bilder |
| Straße des Friedens 27 (Karte)                                                                                            | Handwerkerhof              | In weiten Teilen erhaltene Hofanlage mit anspruchsvollen barocken Gewänden am Wohnhaus und am Portal der Einfriedung, Inschrift mit Datierung 1764                                                           | 094 20977          | Baudenkmal                   | Weitere Bilder |
| Straße des Friedens 30 (Karte)                                                                                            | Toranlage                  | Letzter eindrucksvoller Rest einer ehemals bedeutenden Hofanlage, großer Torbogen und seitliche Pforte mit Profilierung in Renaissanceformen                                                                 | 094 20983          | Baudenkmal                   | Toranlage |
| Straße des Friedens 36 (Karte)                                                                                            | Schloss Lodersleben        | Schloss | 094 20970          | Baudenkmal                   | Weitere Bilder |
| Parkstraße 12 | Park                       | Park | 094 20970 001      | Teilobjekt eines Baudenkmals | |
| Straße des Friedens 43 (Karte)                                                                                            | Pfarrhof                   | In reizvoller Hanglage errichteter Pfarrhof, stattlicher Putzbau mit Mansardwalmdach, nach Brand von 1668 wieder aufgebaut                                                                                   | 094 20984          | Baudenkmal                   | Pfarrhof |
| Straße des Friedens 45 (Karte)                                                                                            | Bauernhof                  | Bauernhof in markanter Ecklage, traufständiges Wohnhaus mit seitlicher Tordurchfahrt, 1. Hälfte des 18. Jahrhunderts                                                                                         | 094 20995          | Baudenkmal                   | Bauernhof |

### Niederschmon
| Lage                                                              | Bezeichnung                 | Beschreibung   | Erfassungs- nummer | Ausweisungsart | Bild                                                                                        |
| ----------------------------------------------------------------- | --------------------------- | -------------- | ------------------ | -------------- | ------------------------------------------------------------------------------------------- |
| Zwischen Nieder- und Oberschmon (Karte)                           | Bahnhof                     | Bahnhof Schmon | 094 16967          | Baudenkmal     | Bahnhof                                                                                     |
| Friedensstraße 11 Ecklage (Karte)                                 | Bauernhof                   |                | 094 65504          | Baudenkmal     | [[Vorlage:Bilderwunsch/code!/C:51.345105,11.564104!/D:Friedensstraße 11 Ecklage,!/\|BW]]    |
| Kirchgasse (Karte)                                                | Kirche                      | St. Marcus     | 094 06091          | Baudenkmal     | Weitere Bilder                                                                              |
| Kirchgasse 1 In Ecklage, in unmittelbarer Nähe der Kirche (Karte) | Bauernhof                   |                | 094 65502          | Baudenkmal     | Bauernhof                                                                                   |
| Straße der Einheit Grünfläche (Karte)                             | Kriegerdenkmal Niederschmon | Kriegerdenkmal | 094 16969          | Baudenkmal     | [[Vorlage:Bilderwunsch/code!/C:51.345794,11.56108!/D:Straße der Einheit Grünfläche,!/\|BW]] |
| Straße der Einheit 46 (Karte)                                     | Bauernhof                   | Bauernhof      | 094 65506          | Baudenkmal     | BW                                                                                          |
| Straße der Einheit 56 (Karte)                                     | Bauernhaus                  |                | 094 66051          | Baudenkmal     | BW                                                                                          |

### Oberschmon
| Lage                                               | Bezeichnung    | Beschreibung          | Erfassungs- nummer | Ausweisungsart | Bild                                                                                              |
| -------------------------------------------------- | -------------- | --------------------- | ------------------ | -------------- | ------------------------------------------------------------------------------------------------- |
| Bergstraße 72 Ecklage (Karte)                      | Bauernhof      |                       | 094 65508          | Baudenkmal     | [[Vorlage:Bilderwunsch/code!/C:51.344412,11.543327!/D:Bergstraße 72 Ecklage,!/\|BW]]              |
| Glockenberg (Karte)                                | Kirche         | St. Petrus und Paulus | 094 16964          | Baudenkmal     | Weitere Bilder                                                                                    |
| Glockenberg (Karte)                                | Kriegerdenkmal |                       | 094 16968          | Baudenkmal     | Kriegerdenkmal                                                                                    |
| Glockenberg 31 (Karte)                             | Pfarrhof       |                       | 094 16965          | Baudenkmal     | Pfarrhof                                                                                          |
| Platz der Werktätigen 82 Platzbeherrschend (Karte) | Gasthof        |                       | 094 65509          | Baudenkmal     | Gasthof                                                                                           |
| Sperlingsberg 50 (Karte)                           | Bauernhof      |                       | 094 65510          | Baudenkmal     | BW                                                                                                |
| Sperlingsberg 52 Am Ende der Gasse (Karte)         | Wohnhaus       |                       | 094 65557          | Baudenkmal     | [[Vorlage:Bilderwunsch/code!/C:51.343438,11.539238!/D:Sperlingsberg 52 Am Ende der Gasse,!/\|BW]] |
| Straße der Freundschaft 18 (Karte)                 | Rittergut      |                       | 094 16966          | Baudenkmal     | Rittergut                                                                                         |
| Talstraße 37 Ecklage (Karte)                       | Bauernhof      |                       | 094 65500          | Baudenkmal     | BW                                                                                                |

### Pretitz
| Lage                                                                  | Bezeichnung    | Beschreibung | Erfassungs- nummer | Ausweisungsart | Bild      |
| --------------------------------------------------------------------- | -------------- | ------------ | ------------------ | -------------- | --------- |
| An der Straße in Richtung Vitzenburg (Karte)                          | Friedhof       |              | 094 65725          | Baudenkmal     | Friedhof  |
| Nahe dem nordwestlichen Ortsausgang Richtung Weißenschirmbach (Karte) | Kriegerdenkmal |              | 094 16983          | Baudenkmal     | BW        |
| Am Siedebach 3 (Karte)                                                | Bauernhof      |              | 094 65726          | Baudenkmal     | BW        |
| Am Siedebach 10 (Karte)                                               | Mühlenhof      |              | 094 65727          | Baudenkmal     | BW        |
| Am Siedebach 11 (Karte)                                               | Bauernhof      |              | 094 65728          | Baudenkmal     | BW        |
| Am Siedebach 12 (Karte)                                               | Bauernhaus     |              | 094 65729          | Baudenkmal     | BW        |
| Am Siedebach 13 (Karte)                                               | Bauernhof      |              | 094 65730          | Baudenkmal     | BW        |
| Am Siedebach 24 (Karte)                                               | Bauernhof      |              | 094 06096          | Baudenkmal     | BW        |
| Am Siedebach 26 (Karte)                                               | Bauernhof      |              | 094 65731          | Baudenkmal     | BW        |
| Straße des Friedens 1 (Karte)                                         | Bauernhof      |              | 094 06046          | Baudenkmal     | Bauernhof |

### Spielberg
| Lage                                                                                     | Bezeichnung            | Beschreibung             | Erfassungs- nummer | Ausweisungsart | Bild           |
| ---------------------------------------------------------------------------------------- | ---------------------- | ------------------------ | ------------------ | -------------- | -------------- |
| Eisenbahnüberführung über die Landstraße Am Abzweig der B 250 zum Dorf Spielberg (Karte) | Brücke                 | Bahnbrücke               | 094 16923          | Baudenkmal     | Weitere Bilder |
| Am nordöstlichen Ortsausgang                                                             | Transformatorenstation |                          | 094 65685          | Baudenkmal     |                |
| Friedhofsstraße, auf dem Friedhof Spielberg nordöstlich der Friedhofskapelle (Karte)     | Grabmal                | Grabmal Familie Schnicke | 094 84993          | Baudenkmal     | BW             |
| Friedhofsstraße 2 (Karte)                                                                | Kirche                 |                          | 094 05927          | Baudenkmal     | Weitere Bilder |
| Rosa-Luxemburg-Straße 8 (Karte)                                                          | Villa                  |                          | 094 65687          | Baudenkmal     | Villa          |
| Rosa-Luxemburg-Straße 21 (Karte)                                                         | Tagelöhnerhaus         |                          | 094 65688          | Baudenkmal     | BW             |
| Rosa-Luxemburg-Straße 25, 26 (Karte)                                                     | Vorwerk                |                          | 094 65690          | Baudenkmal     | Vorwerk        |
| Rosa-Luxemburg-Straße 25 bis 27, 31, 32 Kirche Teich Wehr Schulgasse 37 (Karte)          | Straßenzug             |                          | 094 65689          | Denkmalbereich | Straßenzug     |
| Rosa-Luxemburg-Straße 27 (Karte)                                                         | Bauernhof              |                          | 094 77101          | Baudenkmal     | Bauernhof      |
| Rosa-Luxemburg-Straße 3, 4, 6 (Karte)                                                    | Bauernhof              |                          | 094 65686          | Baudenkmal     | Bauernhof      |
| Rosa-Luxemburg-Straße 31 (Karte)                                                         | Bauernhaus             |                          | 094 65691          | Baudenkmal     | BW             |
| Schulgasse 37 (Karte)                                                                    | Schule                 |                          | 094 65692          | Baudenkmal     | BW             |

### Vitzenburg
| Lage                     | Bezeichnung | Beschreibung                      | Erfassungs- nummer | Ausweisungsart | Bild           |
| ------------------------ | ----------- | --------------------------------- | ------------------ | -------------- | -------------- |
| Parkstraße 7 / 8 (Karte) | Gutshof     | Bild = Verwalterhaus Parkstraße 8 | 094 20971          | Baudenkmal     | Gutshof        |
| Parkstraße (Karte)       | Kirche      |                                   | 094 20973          | Baudenkmal     | Weitere Bilder |
| Parkstraße 5 (Karte)     | Schloss     |                                   | 094 20974          | Baudenkmal     | Weitere Bilder |

### Weißenschirmbach
| Lage                                                           | Bezeichnung        | Beschreibung | Erfassungs- nummer | Ausweisungsart | Bild   |
| -------------------------------------------------------------- | ------------------ | ------------ | ------------------ | -------------- | ------ |
| In der Nordostecke des Friedhofs                               | Grabmal            |              | 094 50452          | Baudenkmal     |        |
| Südlich der Ortslage in einem Seitental des Siedebachs (Karte) | Mühlenhof          | Grundmühle   | 094 50455          | Baudenkmal     | BW     |
| Borngasse 1 (Karte)                                            | Bauernhof          |              | 094 50442          | Baudenkmal     | BW     |
| Borngasse 18 (Karte)                                           | Gutshaus           |              | 094 50443          | Baudenkmal     | BW     |
| Borngasse 20 (Karte)                                           | Kirche             |              | 094 50444          | Baudenkmal     | Kirche |
| Dorfstraße 4 (Karte)                                           | Bauernhaus         |              | 094 50445          | Baudenkmal     | BW     |
| Dorfstraße 11, 13 (Karte)                                      | Gutshof            |              | 094 50446          | Baudenkmal     | BW     |
| Gölbitzer Straße 13 (Karte)                                    | Wirtschaftsgebäude |              | 094 50447          | Baudenkmal     | BW     |
| Gölbitzer Straße 24 (Karte)                                    | Backhaus           |              | 094 50448          | Baudenkmal     | BW     |
| Neumarkt 30 (Karte)                                            | Mühlenhof          |              | 094 50449          | Baudenkmal     | BW     |
| Schulstraße 5 (Karte)                                          | Pfarrhof           |              | 094 50451          | Baudenkmal     | BW     |
| Schulstraße 1, 2 (Karte)                                       | Bauernhof          |              | 094 50450          | Baudenkmal     | BW     |

### Ziegelroda
| Lage                                                                       | Bezeichnung    | Beschreibung    | Erfassungs- nummer | Ausweisungsart | Bild |
| -------------------------------------------------------------------------- | -------------- | --------------- | ------------------ | -------------- | --- |
| Südlich des Forsthauses Hermannseck (Karte)                                | Denkmal        |                 | 094 21123          | Baudenkmal     | BW |
| Wangener Forst Südöstlich des Großen Tierberges (Karte)                    | Jagdhaus       | Prinzenhäuschen | 094 06103          | Baudenkmal     | [[Vorlage:Bilderwunsch/code!/C:51.2894,11.5126!/D:Wangener Forst Südöstlich des Großen Tierberges,!/\|BW]]                        |
| Südlich des Forsthauses Hermannseck                                        | Quellfassung   | Klapperborn     | 094 21124          | Baudenkmal     | |
| Nordöstlich von Ziegelroda, südwestlich von Lodersleben                    | Quellfassung   | Roter Born      | 094 21125          | Baudenkmal     | |
| Nordwestlich von Ziegelroda, südwestlich von Lodersleben                   | Quellfassung   | Sandborn        | 094 21126          | Baudenkmal     | |
| Am Glockenstuhl 8 (Karte)                                                  | Bauernhof      |                 | 094 21127          | Baudenkmal     | BW |
| Am Glockenstuhl 29, 29a (Karte)                                            | Pfarrhof       |                 | 094 06101          | Baudenkmal     | Pfarrhof |
| Am Glockenstuhl 33 Am Ende der Sackgasse (Karte)                           | Kirche         |                 | 094 06099          | Baudenkmal     | Weitere Bilder |
| Friedensstraße 1 (Karte)                                                   | Bauernhof      |                 | 094 21128          | Baudenkmal     | BW |
| Friedensstraße 4 Grundstücksmauer, links neben dem Tor in Kopfhöhe (Karte) | Inschrifttafel |                 | 094 66064          | Baudenkmal     | [[Vorlage:Bilderwunsch/code!/C:51.332623,11.463096!/D:Friedensstraße 4 Grundstücksmauer, links neben dem Tor in Kopfhöhe,!/\|BW]] |
| Querfurter Straße Querfurter Straße/Ecke Wendelsteiner Straße (Karte)      | Gerichtsstätte | Schandstein     | 094 21129          | Baudenkmal     | [[Vorlage:Bilderwunsch/code!/C:51.333997,11.467919!/D:Querfurter Straße Querfurter Straße/Ecke Wendelsteiner Straße,!/\|BW]]      |
| Querfurter Straße 22 (Karte)                                               | Forsthaus      |                 | 094 66059          | Baudenkmal     | BW |
| Querfurter Straße 24 (Karte)                                               | Gutshof        |                 | 094 16989          | Baudenkmal     | Gutshof |

### Zingst
| Lage                                    | Bezeichnung | Beschreibung     | Erfassungs- nummer | Ausweisungsart | Bild           |
| --------------------------------------- | ----------- | ---------------- | ------------------ | -------------- | -------------- |
| Östlich des Ortes (Karte)               | Brücke      |                  | 094 21006          | Baudenkmal     | BW             |
| Südöstlicher Fuß der Ronneberge (Karte) | Rittergut   | Rittergut Zingst | 094 21005          | Baudenkmal     | Weitere Bilder |
| Nebraer Straße (Karte)                  | Brücke      |                  | 094 65732          | Baudenkmal     | BW             |

## Ehemalige Kulturdenkmale nach Ortsteilen
Die nachfolgenden Objekte waren ursprünglich ebenfalls denkmalgeschützt oder wurden in der Literatur als Kulturdenkmale geführt. Die Denkmale bestehen heute jedoch nicht mehr, ihre Unterschutzstellung wurde aufgehoben oder sie werden nicht mehr als Denkmale betrachtet.

### Gatterstädt
| Lage                             | Bezeichnung | Beschreibung | Erfassungs- nummer | Ausweisungsart | Bild |
| -------------------------------- | ----------- | ------------ | ------------------ | -------------- | ---- |
| Große Straße zwischen Nr. 13, 14 | Backhaus    |              | 094 20939          |                |      |
| Große Straße 28                  |             |              | 094 20950          |                |      |

### Kleineichstädt
| Lage                                | Bezeichnung             | Beschreibung                                                  | Erfassungs- nummer | Ausweisungsart | Bild |
| ----------------------------------- | ----------------------- | ------------------------------------------------------------- | ------------------ | -------------- | ---- |
| Bergstraße 49 Südwestecke des Ortes | Bauernhof Bergstraße 49 | Bauernhof Im Jahr 2021 aus dem Denkmalverzeichnis gestrichen. | 094 21121          | Baudenkmal     |      |
| Bergstraße 54                       | Bauernhof               |                                                               | 094 21118          |                |      |

### Niederschmon
| Lage                                                         | Bezeichnung | Beschreibung | Erfassungs- nummer | Ausweisungsart | Bild    |
| ------------------------------------------------------------ | ----------- | --- | ------------------ | -------------- | ------- |
| südöstlicher Ortsrand, südlich von Gehöft Straße der Einheit | Stall       | | 094 65501          |                |         |
| Friedensstraße 10                                            | Wohnhaus    | | 094 65503          |                |         |
| Straße der Einheit 29 Straße der Einheit/Ecke B 250 (Karte)  | Gasthof     | Gasthof nach 1990 „Zum Steirer Sepp“, dann „Jägerklause“, Nach dem Abbruch des Gebäudes wurde es 2024 aus dem Denkmalverzeichnis gestrichen. | 094 65505          | Baudenkmal     | Gasthof |
| Teichstraße 81                                               | Bauernhof   | Bauernhof | 094 65507          |                |         |

### Oberschmon
| Lage                  | Bezeichnung | Beschreibung | Erfassungs- nummer | Ausweisungsart | Bild |
| --------------------- | ----------- | ------------ | ------------------ | -------------- | ---- |
| Straße des Aufbaus 88 | Schmiede    |              | 094 65556          |                |      |

### Querfurt
| Lage                                                                         | Bezeichnung             | Beschreibung   | Erfassungs- nummer | Ausweisungsart | Bild           |
| ---------------------------------------------------------------------------- | ----------------------- | -------------- | ------------------ | -------------- | -------------- |
| B 180 in Richtung Eisleben, Kreuzung Abzweig Gatterstädt (Karte)             | Chausseehaus            |                | 094 65613          |                | BW             |
| nördlich der Bahnanlagen, gegenüber dem Empfangsgebäude des Bahnhofs (Karte) | Wasserturm              |                | 094 65610          |                | Weitere Bilder |
| Döcklitzer Tor 21 (Karte)                                                    | Wohnhaus                |                | 094 65606          |                | BW             |
| Döcklitzer Tor 29 südwestlich des ehemaligen Finanzamtes (Karte)             | Villa                   |                | 094 16624          |                | BW             |
| Eislebener Straße vor dem Krankenhaus (Karte)                                | Gedenkstein             |                | 094 06109          |                | BW             |
| Freimarkt 1, 3 (Karte)                                                       | Wohnhaus                |                | 094 16834          |                | BW             |
| Freimarkt 56 (Karte)                                                         | Wohnhaus                |                | 094 16845          |                | BW             |
| Freimarkt 58 (Karte)                                                         | Wohnhaus                |                | 094 16846          |                | BW             |
| Freimarkt 59 straßenbegleitend an einer Straßenbiegung (Karte)               | Gasthof                 | Zur Tanne      | 094 16847          |                | BW             |
| Kirchplan 4 Ecklage (Karte)                                                  | Wohnhaus                |                | 094 16879          |                | BW             |
| Klippe 2 (Karte)                                                             | Wohn- und Geschäftshaus |                | 094 16629          |                | BW             |
| Klosterstraße 19 (Karte)                                                     | Wohnhaus                |                | 094 16615          |                | BW             |
| Lederberg 11 (Karte)                                                         | Wohn- und Geschäftshaus |                | 094 16876          |                | BW             |
| Lederberg 58 (Karte)                                                         | Wohnhaus                |                | 094 16875          |                | BW             |
| Matzplatz 6 (Karte)                                                          | Kaufhaus                |                | 094 16608          |                | BW             |
| Matzplatz 9 (Karte)                                                          | Wohnhaus                |                | 094 16609          |                | BW             |
| Merseburger Straße 5 (Karte)                                                 | Wohnhaus                | Querfurter Hof | 094 16851          |                | BW             |
| Merseburger Straße 103 (Karte)                                               | Wohnhaus                | Gelbes Haus    | 094 16863          |                | BW             |
| Merseburger Straße 27 (Karte)                                                | Wohn- und Geschäftshaus |                | 094 16854          |                | BW             |
| Merseburger Straße 52 (Karte)                                                | Villa                   |                | 094 16865          |                | BW             |
| Merseburger Straße 61 (Karte)                                                | Wohn- und Geschäftshaus |                | 094 16859          |                | BW             |
| Merseburger Straße 65 Ecke (Karte)                                           | Villa                   |                | 094 16861          |                | BW             |
| Nebraer Straße 19 (Karte)                                                    | Wohnhaus                |                | 094 16581          |                | BW             |
| Nebraer Straße 36 (Karte)                                                    | Wohnhaus                |                | 094 16585          |                | BW             |
| Sitzenstraße 46 (Karte)                                                      | Scheune                 |                | 094 16868          |                | BW             |
| Tränkstraße 13 (Karte)                                                       | Wohn- und Geschäftshaus |                | 094 16594          |                | BW             |

### Weißenschirmbach
| Lage                                                             | Bezeichnung | Beschreibung    | Erfassungs- nummer | Ausweisungsart | Bild |
| ---------------------------------------------------------------- | ----------- | --------------- | ------------------ | -------------- | ---- |
| ca. 1 km nordwestlich der Ortslage (Karte)                       | Schäferei   | Birkenschäferei | 094 50453          |                | BW   |
| zwischen der Ortslage und der Birkenmühle an einem alten Hohlweg | Wasserwerk  |                 | 094 50454          |                |      |

## Legende
In den Spalten befinden sich folgende Informationen:
- Lage: Nennt den Straßennamen und wenn vorhanden die Hausnummer des Kulturdenkmals. Die Grundsortierung der Liste erfolgt nach dieser Adresse. Der Link „Karte“ führt zu verschiedenen Kartendarstellungen und nennt die geographischen Koordinaten.
Link zu einem Kartenansichtstool, um Koordinaten zu setzen. In der Kartenansicht sind Baudenkmale ohne Koordinaten mit einem roten bzw. orangen Marker dargestellt und können in der Karte gesetzt werden. Baudenkmale ohne Bild sind mit einem blauen bzw. roten Marker gekennzeichnet, Baudenkmale mit Bild mit einem grünen bzw. orangen Marker.
- Offizielle Bezeichnung: Nennt den Namen, die Bezeichnung oder zumindest die Art des Kulturdenkmals und verlinkt, soweit vorhanden, auf den Artikel zum Objekt.
- Beschreibung: Nennt bauliche und geschichtliche Einzelheiten des Kulturdenkmals, vorzugsweise die Denkmaleigenschaften.
- Erfassungsnummer: Für jedes Kulturdenkmal wird in Sachsen-Anhalt eine 20stellige Erfassungsnummer vergeben. Die letzten zwölf Ziffern werden für die Untergliederung nach Teilobjekten genutzt und werden nur angegeben, soweit vergeben. In dieser Spalte kann sich folgendes Icon  befinden, dies führt zu Angaben zu diesem Baudenkmal bei Wikidata.
- Ausweisungsart: Die Einordnung des Denkmales nach § 2 Abs. 2 DenkmSchG LSA
- Bild: Ein Bild des Denkmales, und gegebenenfalls einen Link zu weiteren Fotos des Kulturdenkmals im Medienarchiv Wikimedia Commons. Wenn man auf das Kamerasymbol klickt, können Fotos zu Kulturdenkmalen aus dieser Liste hochgeladen werden: